# Монтезума (Ајова)
Монтезума (енгл. Montezuma) град је у америчкој савезној држави Ајова. По попису становништва из 2010. у њему је живело 1.462 становника.

## Демографија
Према попису становништва из 2010. у граду је живело 1.462 становника, што је 22 (1,5%) становника више него 2000. године.
| Група             | 2000.         | 2010.         |
| Белци             | 1.416 (98,3%) | 1.423 (97,3%) |
| Афроамериканци    | 4 (0,3%)      | 6 (0,4%)      |
| Азијати           | 5 (0,3%)      | 1 (0,1%)      |
| Хиспаноамериканци | 6 (0,4%)      | 20 (1,4%)     |
| Укупно            | 1.440         | 1.462         |